# František Gazárek
František Gazárek (25. listopadu 1912 Skalica – 14. ledna 1993 Olomouc) byl český gynekolog a perinatolog, v letech 1969 až 1981 rektor Univerzity Palackého.

## Život
Narodil se v roce 1912 ve Skalici otci zedníkovi. V dětství se po úmrtí svého otce v první světové válce s matkou a dvěma bratry přestěhoval do Vnorov. V letech 1924 až 1932 studoval na reálném gymnáziu ve Strážnici. V roce 1938 absolvoval po šesti letech studia studium medicíny na Lékařské fakultě Univerzity Komenského v Bratislavě v Bratislavě. Poté absolvoval povinnou vojenskou službu. V srpnu 1939 začal působit jako lékař v Zemských ústavech v Olomouci. V roce 1945 se stal primářem porodnicko-gynekologického oddělení v Šumperku a ve Velkých Losinách. V roce 1961 se stal přednostou Porodnicko-gynekologické kliniky v Olomouci a vedoucím katedry, ve funkci skončil v roce 1983. V roce 1962 se stal kandidátem věd, již v roce 1963 pak také docentem a posléze v roce 1967 mimořádným profesorem a o tři roky později pak také řádným profesorem. V letech 1969 až 1981 působil jako rektor Univerzity Palackého. V rámci své vědecké činnosti se zabýval především poruchami ledvin v těhotenství, prenatální péčí a gynekologickou endokrinologií. Za svůj život publikoval asi 200 studií. Do roku 1990 působil jako profesor konzultant.

### Politické působení
V roce 1945 se stal členem KSČ, přičemž v průběhu 60. let se stal členem pléna a předsednictva OV KSČ v Olomouci. V období Pražského jara se postavil jako jeho odpůrce. Pouhý rok po sovětské invazi v srpnu 1968 se stal rektorem Univerzity Palackého, přičemž brzy poté začal na univerzitě provádět rozsáhlé stranické čistky. Během normalizace pak byl členem pléna krajského výboru strany v Ostravě. V průběhu své politické dráhy obdržel řadu socialistických ocenění, jmenovitě například Řád práce, Národní cenu ČSSR nebo čestný odznak vlády komunistického Československa. V roce 1984 mu byl udělen čestný doktorát na Univerzitě Karla Marxe v Lipsku.